# Tiergartenbach (Hafenlohr)
Der Tiergartenbach ist ein periodisch fließender Bach im Landkreis Aschaffenburg im bayerischen Spessart. Hydrografisch ist er als Oberlauf der Hafenlohr definiert und kann als Quellbach oder erster Zufluss betrachtet werden.

## Geographie

### Verlauf
Der Tiergartenbach entspringt nordwestlich von Rothenbuch im Tiergartengrund an den Sportplätzen auf einer Höhe von ca. 380 m ü. NHN am Fuße des Bergrückens der Eselshöhe. Er verläuft in südöstliche Richtung nach Rabenhausen, knickt nach Süden ab und umfließt dabei den Tiergartenberg (439 m). Der Tiergartenbach durchfließt dann nordöstlich der St. Nikolauskirche einen Weiher. Hinter dem Schloss mündet von links in rechtem Winkel als erster Zufluss der hundert Meter lange Abfluss der Hafenlohrquelle am Schloss. Sie ist die oberste dauerhaft schüttende Quelle der Hafenlohr.
Der Tiergartenbach ist vor allem nach Starkregen oder bei der Schneeschmelze wasserreicher als die Quelle am Schloss, führt im Sommer jedoch wenig, manchmal auch gar kein Wasser.

### Flusssystem Hafenlohr
- Liste der Fließgewässer im Flusssystem Hafenlohr